# 1980-as wimbledoni teniszbajnokság
Az 1980-as wimbledoni teniszbajnokság az év harmadik Grand Slam-tornája, a wimbledoni teniszbajnokság 94. kiadása volt, amelyet június 23–július 6. között rendeztek meg. A férfiaknál a svéd Björn Borg, nőknél az ausztrál Evonne Goolagong nyert.

## Döntők

### Férfi egyes
Björn Borg –  John McEnroe, 1–6, 7–5, 6–3, 6–7 (16–18), 8–6

### Női egyes
Evonne Goolagong –  Chris Evert Lloyd, 6–1, 7–6

### Férfi páros
Peter McNamara /  Paul McNamee –  Robert Lutz /  Stan Smith, 7–6 (5), 6–3, 6–7 (4), 6–4

### Női páros
Kathy Jordan /  Anne Smith –  Rosie Casals /  Wendy Turnbull, 4–6, 7–5, 6–1

### Vegyes páros
John Austin /  Tracy Austin –  Mark Edmondson /  Dianne Fromholtz, 4–6, 7–6 (6), 6–3

## Juniorok

### Fiú egyéni
Thierry Tulasne –  Hans-Dieter Beutel 6–4, 3–6, 6–4

### Lány egyéni
Debbie Freeman –  Susan Leo 7–6, 7–5
A junior fiúk és lányok páros versenyét csak 1982-től kezdődően rendezték meg.